# Katarzynów (Aleksandrówka)
Katarzynów – część wsi Aleksandrówka (do 31 grudnia 2002 wieś) położona w Polsce, w województwie mazowieckim, w powiecie kozienickim, w gminie Kozienice.
Wchodzi w skład sołectwa Aleksandrówka.
W latach 1975–1998 Katarzynów administracyjnie należał do województwa radomskiego.